# Barbourofelidae
De Barbourofelidae zijn een familie van uitgestorven katachtige roofdieren. De soorten uit deze familie leefden tijdens Mioceen in Afrika, Eurazië en Noord-Amerika, waarna ze vervangen werden door de echte katten.

## Classificatie
In het verleden werd de Barbourofelidae beschouwd als onderfamilie van de Nimravidae. Op basis van nieuwe fossiele vondsten uit Afrika aan het begin van de 21ste eeuw wordt het geclassificeerd als zelfstandige familie binnen de Feliformia en geldt de familie als nauwer verwant aan de Felidae dan aan de Nimravidae. De bouw van de schedel van Oriensmilus, beschreven in 2020, wijst echter weer op een nauwere verwantschap met de Nimravidae dan met de Felidae.

## Uiterlijk
Alle soorten hadden verlengde bovenste hoektanden en bij Barbourofelis zelf waren deze sabeltanden het langst. De barbourofeliden hadden een gespierde lichaamsbouw met korte poten en een lange staart. Het waren zoolgangers.

## Ontwikkeling
De oorsprong van de Barbourofelidae ligt vermoedelijk in Eurazië en in Mongolië is een fossiel uit het Oligoceen van mogelijke vroege vorm behorend tot de Barbourofelidae gevonden.. Rond de overgang van het Oligoceen naar het Mioceen bereikten de barbourofeliden Afrika, waarna diversificatie plaatsvond. De eerste geslachten behoren tot de Afrosmilinae leefden tijdens het Vroeg-Mioceen in oostelijk Afrika. Jinomrefu uit Kenia is de oudste bekende barbourofelide met een fossiele vondst van ongeveer 22,8 miljoen jaar oud, gevolgd door Ginsburgsmilus uit Oeganda met fossiele vondsten die dateren van circa 20 miljoen jaar geleden. Aan het einde van het Vroeg-Mioceen migreerde Afrosmilus vanuit Afrika naar Eurazië via een ontstane landbrug. In Europa ontwikkelde zich vervolgens circa 17 miljoen jaar geleden Prosansanosmilus. Dit geslacht werd opgevolgd door Sansanosmilus, het eerste geslacht uit de Barbourofelinae. Vampyrictis uit het Laat-Mioceen (circa 11 miljoen jaar geleden) van Tunesië is het enige bekende geslacht uit deze onderfamilie die in het oorsprongscontinent Afrika voorkwam. Na de migratie van Albanosmilus vanuit Eurazië naar Noord-Amerika in het Laat-Mioceen, ontwikkelde Barbourofelis zich daar vanaf 11 miljoen jaar geleden. In het Laat-Mioceen werden de barbourofeliden vervangen door de echte katten.